# 장원형
장원형(1988년 7월 11일 ~ )은 대한민국의 배우이다.

## 학력
- 한국예술종합학교 연기과 학사

## 출연작

### 영화
- 《불타고 있다》 (2009년) - 원형 역
- 《남자들》 (2012년) - 한결 역
- 《감시자들》 (2013년) - 허수아비 역
- 《사형극장》 (2013년) - 기요탱 역
- 《나긋나긋한 허리》 (2014년) - 정훈 역
- 《방아쇠》 (2014년)
- 《내 친구의 집은 어디인가》 (2014년)
- 《대배우》 (2016년) - 악마의 피 연출부 세컨 역
- 《미스터 쿠퍼》 (2016년) - 민구 역
- 《아무일도 없었다》 (2016년) - 전 남자친구 역
- 《침묵》 (2017년) - 수사관 4 역
- 《인랑》 (2018년) - 박태경 역
- 《해치지않아》 (2020년) - 교포 남 역
- 《세척》 (2020년) - 태주 역 (단편)
- 《여고괴담 리부트: 모교》 (2021년) - 박연묵 역

### 드라마
- 《밥 잘 사주는 예쁜 누나》 (2018년, JTBC) - 김동우 역
- 《프리스트》 (2018년, OCN) - 장원석 역
- 《트랩》 (2019년, OCN) - 호개 역
- 《스토브리그》 (2019년, SBS) - 이용재 역
- 《구미호뎐》 (2020년, tvN) - 백시우 역
- 《홍천기》 (2021년, SBS) - 심대유 역

### 연극
- 《마로윗츠 햄릿》 (2013년)
- 《마찰 맥베스》 (2016년)